# Кирша Данилов
Ки́рша Дани́лов (Кирилл Данилов, Кирило Данилов Никитиных) (1703—1776; Урал, Невьянский завод П. А. Демидова) — молотовой мастер Невьянского завода Демидовых, музыкант и сказитель, составитель «Древних российских стихотворений» — первого сборника русских былин, исторических, лирических песен, духовных стихов (71 текст с нотами).

## Личность Кирши Данилова
О личности Кирши долгое время доподлинно ничего не было известно. Предполагалось, что он был певец и сказитель, составивший сборник песен по поручению П. Демидова.
В настоящее время, благодаря архивным находкам В. И. Байдина, социальное положение и общая схема биографии Кирши Данилова, включая годы его жизни, уже достоверно известны.

## Сборник Кирши Данилова
Сборник записан после 1742 года на Урале, оригинал с 1768 года хранился у русского заводчика Прокопия Акинфиевича Демидова. В Российской национальной библиотеке имеется копия на бумаге 60—80-х годов XVIII века.
Впервые сборник издан по рукописи Ф. П. Ключарёва под названием «Древние русские стихотворения» под редакцией А. Ф. Якубовича в 1804 году. В этом неполном издании содержалось лишь 26 текстов из 71. Предыстория книги описана во втором издании сборника:

За открытие и сохранение сих старых памятников русской словесности мы обязаны покойному г. действительному статскому советнику Прокофию Акинфиевичу Демидову, для коего они, пред сим лет за 70, были списаны; по смерти его рукопись сия перешла к Н. М. Хозикову, а им уже подарена в 1802 году Его Превосходительству Фёдору Петровичу Ключарёву. По рассмотрении оригинала, он нашёл их довольно любопытными для просвещённой публики и поручил издать, служившему под начальством его, воспитаннику Московского университета (ныне калужскому губернскому почтмейстеру), А. Ф. Якубовичу. Г. Якубович, выбрав лучшие, по его мнению, из сих стихотворений, напечатал сей памятник поэзии протекших веков, в Москве, в типографии С. Селивановского, 1804 года, в 8 долю листа, на 824 страницах, под названием: Древние русские стихотворения.
— Калайдович К. Предисловие ко 2-му изданию 1818 года
Сборник былин вызвал значительный интерес. Второе издание — по рукописи, принадлежавшей канцлеру Н. П. Румянцеву, и по его поручению, — было сделано под редакцией К. Ф. Калайдовича в 1818 году; оно содержало 61 текст.
После второго издания рукопись исчезла из поля зрения ученых и долгое время считалась утерянной. В 1893 году заведующий земскими училищами Богородицкого уезда Тульской губернии Н. В. Чехов обнаружил рукопись в библиотеке имения Огаревка князя М. Р. Долгорукова; последний унаследовал рукопись от своего деда, археографа А. Ф. Малиновского, участника издания 1818 года. Стараниями П. Н. Шеффера была организована передача рукописи в Публичную библиотеку в Санкт-Петербурге и издание нового, более полного Сборника Кирши Данилова в 1901 году.
«Собрание древних российских стихотворений, собранных Киршею Даниловым» неоднократно публиковалось в России и в СССР. Издательство АН СССР/РАН «Наука», к примеру, дважды издавало его в популярной научной серии «Литературные памятники». Все издания имели цензурные купюры, обусловленные присутствием во входящих в сборник скоморошьих песнях обсценной лексики. В 1995 году издательство «Ладомир» впервые опубликовало нецензурные фрагменты сборника в издании «Русский эротический фольклор» (серия «Русская потаённая литература»).
В 2003 году петербургское издательство «Тропа Троянова» впервые выпустило полный текст сборника Кирши без купюр (под редакцией А. А. Горелова).

## Избранная библиография
- Древние российские стихотворения (по изд. Калайдовича 1818 г.) // Историческая хрестоматия церковнославянского и древнерусского языков / Сост. Ф. Буслаевым. — М.: Унив. тип., 1861. — Стб. 1461—1511.
- Древние российские стихотворения, собранные Киршею Даниловым. — М., 1878. — 296 с.
- Древние российские стихотворения, собранные Киршею Даниловым. — СПб., [1892]. — 352 с.